# Премијер Шведске
Премијер Шведске је шеф владе у Краљевини Шведској. Пре успостављања функције премијера 1876. године, Шведска није имала шефа владе који је одвојен од шефа државе, тј. краља, коме је извршна власт била додељена. Луј Герхард де Гер, који је био заслужан за успостављање новог, дводомног парламента из 1866. године који је заменио неколико векова стари шведски парламент, постао је први премијер 1876. године.
Тренутни премијер Шведске је Улф Кристерсон, вођа Странке умерених. За премијера је изабран 17. октобра 2022. године а ступио је на дужност дан касније.